# The Ballad of John Henry
A The Ballad of John Henry az amerikai gitáros, Joe Bonamassa hetedik nagylemeze, amelyet 2009. február 24-én adott ki a J&R Adventures Records.

## Számok
Az összes számot Joe Bonamassa írta, a kivételek fel vannak tüntetve:
1. The Ballad of John Henry - 6:26 (Bonamassa)
2. Stop! - 6:48 (Bruce Brody/Greg Sutton)
3. Last Kiss - 7:15 (Bonamassa)
4. Jockey Full Of Bourbon - 5:22 (Tom Waits)
5. Story Of A Quarryman - 4:59 (Bonamassa)
6. Lonesome Road Blues - 3:08 (Bonamassa)
7. Happier Times - 6:40 (Bonamassa)
8. Feelin' Good - 4:44 (Leslie Bricusse/Anthony Newley)
9. Funkier Than A Mosquito's Tweeter - 5:00 (Aillene Bullock)
10. The Great Flood - 7:39 (Bonamassa)
11. From The Valley - 2:24 (Bonamassa)
12. As The Crow Flies - 3:58 (Tennessee Swamp Fox/Tony Joe White)

## Közreműködtek
- Joe Bonamassa - gitár, ének
- Carmine Rojas - basszusgitár
- Rick Melick - billentyűs hangszerek
- Bogie Bowles - dob

## Külső hivatkozások
- Hivatalos oldal (angolul)